# Минасов, Андрей Петрович
Андрей Петрович Минасов (17 декабря 1916 года, деревня Смирновка — 11 февраля 1974 года, Москва) — казахстанский советский партийный и хозяйственный деятель, начальник Боровского районного управления сельского хозяйства, Кустанайская область, Казахская ССР. Герой Социалистического Труда (1971).

## Биография
Родился в 1916 году в крестьянской семье в деревне Смирновка. Окончил семилетку и позднее — заочное отделение сельскохозяйственного техникума в Кустанае. С 1932 года — учётчик в бригаде. С 1937 году проходил срочную службу в Красной Армии. Участвовал в Великой Отечественной войне. Воевал на Дальнем Востоке в составе 66-й стрелковой дивизии 35-й Армии.
Демобилизовался в 1946 году. С 1948 года — председатель колхоза «Костриковский» Пешковского района, заместитель председателя райисполкома. С 1950 года — председатель Узункольского райисполкома, первый секретарь Узункольского райкома Компартии Казахстана.
В 1962 году назначен начальником Боровского районного управления сельского хозяйства. Занимался организацией сельскохозяйственного производства в Боровском районе (с 1993 года — Мендыкаринский район) Кустанайской области. Благодаря его организационной и хозяйственной деятельности сельскохозяйственные предприятия Боровского района досрочно выполнили плановые задания Восьмой пятилетки (1966—1970) по сельскохозяйственному производству. 8 апреля 1971 года Указом Президиума Верховного Совета СССР удостоен звания Героя Социалистического Труда «за выдающиеся успехи, достигнутые в развитии сельскохозяйственного производства и выполнении пятилетнего плана продажи государству продуктов земледелия и животноводства» с вручением ордена Ленина и золотой медали Серп и Молот.
В мае 1971 года избран первым секретарём Комсомольского райкома Компартии Казахстана.
В 1973 году серьёзно заболел. Проходил лечение в Кустанае и позднее — в Москве. Скончался в феврале 1974 года во время лечения в Москве.
Похоронен на сельском кладбище родной деревни Смирновка Костанайской области.
Награды и звания
- Герой Социалистического Труда
- Орден Ленина — дважды
- Орден Красной Звезды
- Орден Трудового Красного Знамени
- Заслуженный работник сельского хозяйства Казахской ССР.